# Vila Pedra Preta
A Vila Pedra Preta é um bairro rural, na Serra das Éguas no município baiano de Brumado, Brasil. Nesta vila está localizada a terceira maior mina de magnesita a céu aberto do mundo. Além dessa mina, na vila se encontra também as minas de Pomba (magnesita) e Cabeceiras (talco).

## História
O nome Pedra Preta foi dado em homenagem à mina de magnesita de mesmo nome. A Vila Pedra Preta surgiu por volta de 1940, quando a então empresa Magnesita S.A. começou a explorar minério na região. Em volta da localidade, estão instaladas outras empresas de mineração, como IBAR S.A. e Xilolite S.A..
Em 1993, o museólogo Paulo Anselmo Matioli descobriu um novo mineral na Vila Pedra Preta: a brumadoíta, que recebeu esse nome em homenagem à cidade de Brumado.

## Infraestrutura
A vila conta com energia elétrica, porém, o abastecimento de água só chegou em 2014 e, até 2016, ainda foi considerado precário. 